# احمد شیمی
دکتر احمد شیمی (۱۲۹۴ در بروجرد – ۱۹ تیر ۱۳۹۳) میکروب‌شناس، دامپزشک و استاد دانشگاه اهل ایران بود. او از جمله برگزیدگان پنجمین دوره چهره‌های ماندگار در رشته میکروب‌شناسی (۱۳۸۴) است. وی مؤلف و مترجم شماری از کتاب‌های دانشگاهی در زمینه میکروب‌شناسی، ایمنی‌شناسی، ویروس‌شناسی، دامپزشکی، پزشکی و بیماری‌های طیور است.

## زندگی
احمد شیمی در سال ۱۲۹۴ خورشیدی در بروجرد متولد شد. وی پس از اخذ دیپلم از دبیرستان شرق تهران وارد دانشکده دامپزشکی دانشگاه تهران شد و در سال ۱۳۲۱ دکتری گرفت. سپس در دانشگاه تهران به تدریس پرداخت و در سال ۱۳۵۸ بازنشسته شد. احمد شیمی در این سال‌ها آزمایشگاه باکتری‌شناسی، آزمایشگاه ویروس‌شناسی و بخش بیماری‌های طیور دانشگاه تهران را راه‌اندازی کرد. او از سال ۱۳۶۱ تا ۱۳۸۲ نیز به تدریس در دانشگاه آزاد اسلامی پرداخت.
وی روز چهارشنبه ۱۹ تیر ۱۳۹۳ بر اثر کهولت سن درگذشت.